# 张志勇 (1963年)
张志勇（1963年—）中华人民共和国政治人物，生于山东东平，中国民主促进会会员，曾任山东省教育厅副厅长，第十一、十二、十三届全国人民代表大会山东地区代表。

## 生平
张志勇毕业于曲阜师范学院教育学专业。2008年起担任全国人大代表。2013年，担任全国人大代表。2018年1月，当选第十三届全国政协委员。2018年2月24日，当选为第十三届全国人大代表。